# Agrotis trux
Agrotis trux är en fjärilsart som beskrevs av Jacob Hübner 1824. Agrotis trux ingår i släktet Agrotis och familjen nattflyn. Inga underarter finns listade i Catalogue of Life.

## Bildgalleri

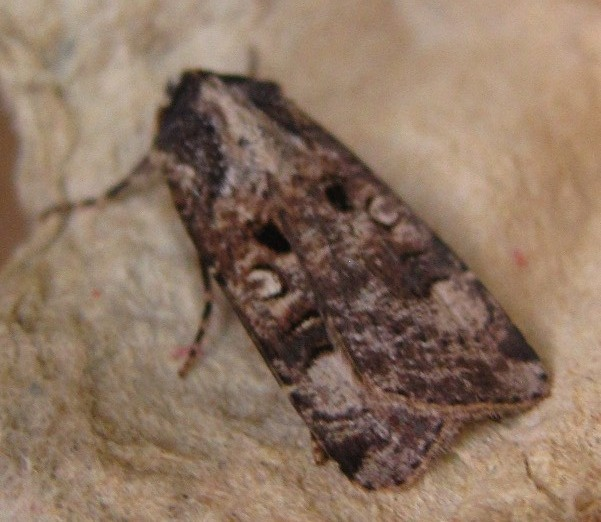
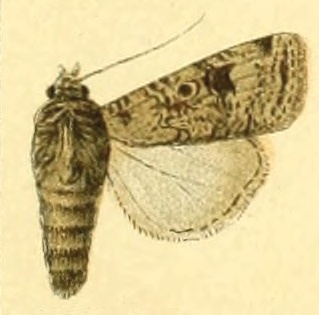
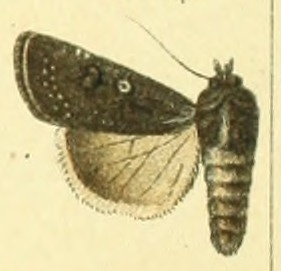
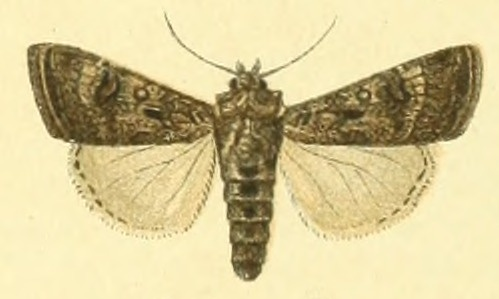
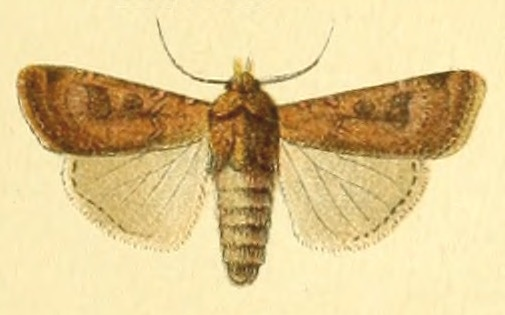
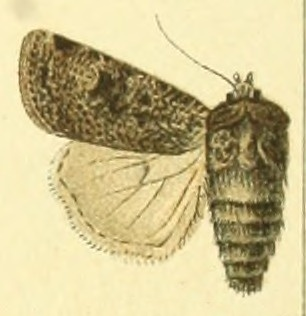